# Радојица Ћелић
Радојица Ћелић (Добој, 16. јул 1970) српски је политичар и бивши полицијски службеник.  Бивши начелник општине Станари.

## Биографија
Основну школу завршио је у Брестову, а Средњу школу унутрашњих послова у Сарајеву и стекао звање полицајац техничар за послове безбиједности. Дипломирао на Вишој школи унутрашњих послова Универзитета у Београду и стекао звање правник. Дипломирао на Факултету безбједности Универзитета у Београду и стекао звање професор безбједности. Завршио Дипломске академске студије другог степена на Правном факултету Универзитета у Београду и стекао звање мастер правних наука. Завршио обуку сложених истрага прања новца и кријумчарења робе, као и обуку напредне технике и истраге кривичног гоњења финансијског криминала и корупције.
Радио је као полицајац, инспектор и начелник одјељења прво у полицијској управи Доброј па одјељења за општу управу Општине Станари.

## Политика
На локалним изборима, одржаним 2020.  године, у Станарима изабран је за начелника општине Станари.